# Ptychobela
Ptychobela is een geslacht van weekdieren uit de klasse van de Gastropoda (slakken).

## Soorten
- Ptychobela baynhami (E. A. Smith, 1891)
- Ptychobela dancei Kilburn & Dekker, 2008
- Ptychobela griffithii (Gray, 1834)
- Ptychobela lavinia (Dall, 1919)
- Ptychobela nodulosa (Gmelin, 1791)
- Ptychobela opisthochetos Kilburn, 1989
- Ptychobela resticula Li B. Q., Kilburn & Li X. Z., 2010
- Ptychobela salebra Li & Li, 2007
- Ptychobela sumatrense (Petit de la Saussaye, 1852)
- Ptychobela suturalis (Gray, 1838)